# Combined Charging System

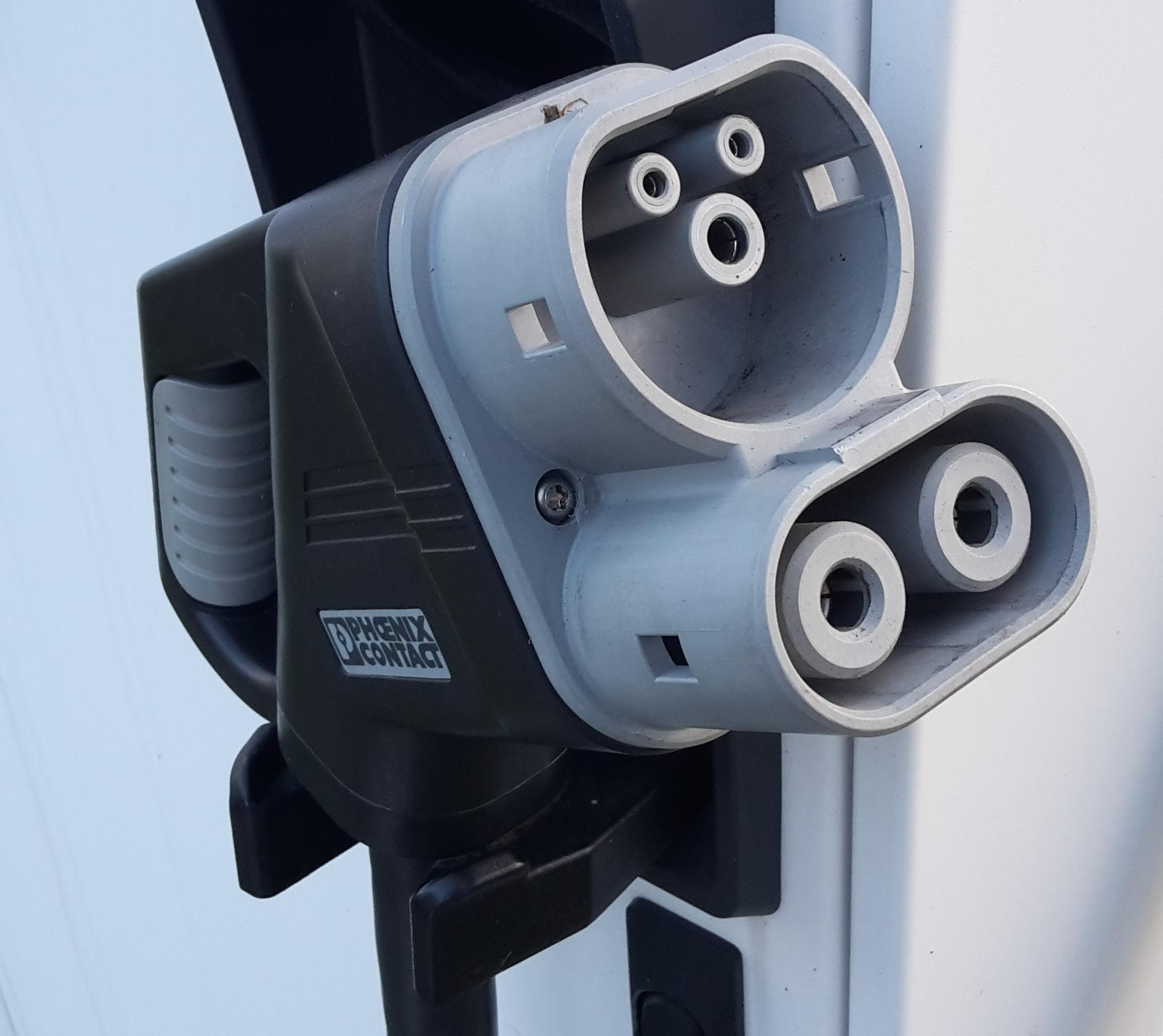
Presa Combo 2 DC

Combined Charging System (traducibile in italiano come: "sistema di ricarica combinata") è un metodo veloce di ricarica di batterie elettriche per veicoli elettrici con corrente continua ad alta tensione attraverso un connettore speciale derivato dal connettore SAE J1772 (IEC Type 1) o IEC Type 2 gestito dal consorzio CharIN.
I produttori di autovetture che supportano il CCS sono: Volkswagen, General Motors, BMW, Daimler, Ford, FCA, Hyundai e Tesla (al momento solo sulla versione Europea di Model 3 e Model Y e sulle Model S e Model X dal 2022).
La presa consiste nella combinazione di un connettore AC con un opzionale DC; il connettore risultante è chiamato Combo Coupler e la variante di tipo 2 è abbreviata Combo2.